# Óenghus Osrithe
Óengus Osrithe fils de Criomthann Mór lui-même fils de Iar mac Sétnai et de son épouse Cindnit et un descendant de l'Ard ri Erenn Crimthann Coscrach. Il est le premier et semi-légendaire roi d'Osraige et l'ancêtre éponyme de ce royaume au nom  anglicisé en Ossory situé en Irlande. Il est supposé avoir vécu à la fin du Ier siècle ou au IIe siècle après Jésus-Christ.

## Héritage
Comme fondateur de dynastie, il a été considéré que ses descendants lui devaient leur nom ; mais les spécialistes ont récemment suggéré que
vraisemblablement le nom tribal  « Osraige » qui signifie « Gens du cerf » devait lui être préexistant et à l'origine de cette dénomination. Son fils et héritier Lóegaire Birn Buádach, a par contre légué son surnom à la lignée de ses descendants historiques qui portent le nom Dál Birn.

## Textes
Óengus Osrithe apparaît dans de nombreuses généalogies subsistantes comme celle du manuscrit de la  Bodleian Library, MS Rawlinson B 502
. Il est mentionné avec son père et son grand père maternel dans le Banshenchas: « Oengus Osraige fils de Cremthand, sa mère était l'irréprochable Cindnit fille de Daire Dord fils de Dedad. C'était un roi aux combats sanglants ».

## Source
- Anthony Stokvis, préf. H. F. Wijnman, Manuel d'histoire, de généalogie et de chronologie de tous les états du globe, depuis les temps les plus reculés jusqu'à nos jours, Leyde, éditions Brill, 1889 réédition 1966, Volume II  Chapitre  III. Lagénie [Laighen, Leinster], § 2 Ossory [Osraighe]:  Généalogie des rois d'Ossory . Tableau généalogique n° 28a p. 272 & Généalogie des rois d'Irlande Tableau n°15.